# قفس (فیلم ۱۳۵۳)
قفس فیلمی به کارگردانی ایرج قادری، نویسندگی علیرضا داوودنژاد و تهیه‌کنندگی جمشید شیبانی محصول سال ۱۳۵۳ است.

## خلاصه فیلم
اصغر در یک درگیری محمد را به قتل می رساند. او که تحت تعقیب حسین، برادر بزرگتر محمد، است به خانهٔ دوستش داوود پناه می‌برد، که قرار است با دختر عمویش مهری ازدواج کند؛ اما شبی، در غیاب او، اصغر، در عالم مستی، به مهری تجاوز می‌کند. مهری ترجیح می‌دهد همراه اصغر بگریزد تا زندگی ننگینی برای داوود فراهم نکند.بالاخره داود از موضوع با اطلاع می‌شود. اصغر می‌گریزد، داود نیز چون برادر مقتول از این پس هدفش کشتن اصغر می‌شود. مهری، داود را از ماوقع با اطلاع کرده و پس از روشن شدن حقیقت، آنوقت هر دو برای نجات او می‌کوشند. این زمانیست که برادر مقتول، اصغر را از پای درآورده است. اصغر هنوز نیمه جانی دارد در آخرین لحظه از دهان داود می‌شنود که هم چنان بین آنها رفاقت گذشته وجود دارد.اصغر میمیرد و داود با مهری ازدواج میکند.